# Calandrinia umbelliformis
Calandrinia umbelliformis är en källörtsväxtart som beskrevs av Obbens. Calandrinia umbelliformis ingår i släktet sidenblommor, och familjen källörtsväxter. Inga underarter finns listade i Catalogue of Life.